# Franz Holtz
Franz Albrecht Friedrich Holtz (* 13. November 1889 in Gut Buchholz, Kreis Franzburg; † 21. Januar 1973 in Lübeck [?]) war ein deutscher Jurist und Kommunalpolitiker.

## Leben und Tätigkeit
Holtz war der Sohn eines Gutsbesitzers. Er ging in Demmin zur Schule. Anschließend studierte er Rechts- und Staatswissenschaften in Marburg, München und Greifswald. 1913 legte er die Referendarprüfung ab. Anschließend absolvierte er den juristischen Vorbereitungsdienst, den er im Oktober 1918 mit der Großen Juristischen Staatsprüfung abschloss.
Am 16. August 1916 wurde Holtz an der juristischen Fakultät der Universität Greifswald mit einer Arbeit über die rechtliche Verantwortlichkeit des Reichskanzlers und seines Stellvertreters zum Dr. juris utriusque promoviert. Vom 1. Februar 1919 bis zum 30. April 1945 war Holtz als Rechtsanwalt und Notar beim Land- und Amtsgericht Stettin zugelassen. Von 1919 bis 1922 betätigte er sich zugleich als Justitiar der Abwicklungs-Intendantur des 2., später auch des 17. Armeekorps, tätig. Ab 1923 war Holtz Syndikus der Pommerschen Landwirtschaftlichen Hauptgenossenschaft.
Einer breiteren Öffentlichkeit wurde Holtz bekannt, als er im April und Mai 1928 am Stettiner Fememordprozess, einem der großen Sensationsprozesse der Weimarer Republik, als Verteidiger des ehemaligen Freikorpsmitgliedes Edmund Heines teilnahm, dem die Tötung eines jungen Landarbeiters im Juli 1920 zur Last gelegt wurde.
Nach 1945 ließ Holtz sich in Lübeck nieder. Dort war er zunächst von 1946 bis 1948 als Richter beim Land- und Amtsgericht tätig. Und dann bis 1965 wieder mit einer privaten Praxis als Rechtsanwalt und Notar tätig. Von 1951 bis 1966 war Holtz Mitglied der Lübecker Bürgerschaft, davon sieben Jahre lang auch als ehrenamtlicher Senator. Daneben betätigte Holtz sich in den 1950er und 1960er Jahren in Organisationen der nach 1945 aus Hinterpommern Vertriebenen in Westdeutschland: Er war Mitbegründer des Vereins der Stettiner in Lübeck und lange Jahre 1. Vorsitzender dieses Vereins sowie Vorstandsmitglied der Pommerschen Landsmannschaft sowie 1. Vorsitzender des Bundes der Heimatvertriebenen.
Holtz war Träger des Bundesverdienstkreuzes 1. Klasse, der Senatsplakette der Stadt Lübeck und der Freiherr-vom-Stein-Medaille.

## Ehe und Familie
Am 22. Februar 1919 heiratete Holtz Erni Krebs.

## Schriften
- Die Verantwortlichkeit des Reichskanzlers und seiner Stellvertreter, 1916.

## Bild
- Der Heines-Prozess. Ein Kapitel deutscher Notzeit, 1929. (Bildtafel hinter S. 50)

| Personendaten    | Personendaten                 |
| ---------------- | ----------------------------- |
| NAME             | Holtz, Franz                  |
| ALTERNATIVNAMEN  | Holtz, Franz Albert Friedrich |
| KURZBESCHREIBUNG | deutscher Jurist              |
| GEBURTSDATUM     | 13. November 1889             |
| GEBURTSORT       | Gut Buchholz, Kreis Franzburg |
| STERBEDATUM      | nach 1968                     |